# Dontnod Entertainment
Dontnod Entertainment (zapisywane jako DONTИOD ENTERTAINMENT) – francuski niezależny producent gier komputerowych, założony w 2008 roku. Siedziba Dontnod Entertainment znajduje się w Paryżu. Studio jest twórcą serii gier Life is Strange.

## Historia
Studio zostało założone 28 czerwca 2008 przez Hervégo Bonina, Aleksiego Briclota, Alaina Damasio, Oskara Guilberta i Jeana-Maxime’a Morisa. Paryska siedziba firmy początkowo mieściła się w okolicach Gare de Lyon, lecz z czasem została przeniesiona do Quartier de La Chapelle. Niedługo po powstaniu, studio rozpoczęło starania o  uzyskanie licencji na używanie silnika Unreal Engine, w oparciu o który zamierzało tworzyć swoje produkcje. Po pomyślnym zakończeniu starań, zespół rozpoczął pracę nad swoim pierwszym projektem, jakim miała być ekskluzywna gra fabularna, przygotowywana z myślą o konsoli PlayStation 3. W wyniku sporu z planowanym wydawcą gry, firmą Sony Interactive Entertainment, projekt nie został jednak ukończony i autorzy zmuszeni byli całkowicie przebudować jego koncepcję. Ostatecznie przyjął on formę przygodowej gry akcji, w której główną rolę miała odgrywać żeńska bohaterka. Gra Remember Me została ostatecznie wydana w 2013 roku przez firmę Capcom. Mimo stosunkowo dobrego odbioru wśród krytyków, sprzedaż tytułu okazała się niezadowalająca, sprowadzając na studio problemy finansowe. W styczniu 2014 roku francuskie media zaczęły donosić, że Dontnod może ogłosić bankructwo z powodu finansowej porażki Remember Me. Oskar Guilbert, prezes studia zdementował jednak te pogłoski, informując jednoczenie, że studio przeszło restrukturyzację dzięki której udało się zgromadzić środki pozwalające na sfinansowanie kolejnego projektu. W czerwcu 2014 roku studio oficjalnie ogłosiło prace nad grą Life is Strange, która miała zostać przeznaczona do wyłącznie dystrybucji cyfrowej. Produkcja ta początkowo miała zostać wydana w całości, lecz wydawca, jakim tym razem została firma Square Enix zasugerował podzielenie tytułu na pięć oddzielnie wydawanych odcinków. Odcinki te były publikowane w dniach od 30 stycznia do 20 października 2015 roku, z około dwu miesięcznymi przerwami. Gra zyskała sympatię wśród recenzentów, jak i graczy, która przełożyła się na zdobycie 75 nagród branżowych, a także ogromny sukces komercyjny. Wkrótce po wydaniu Life is Strange, studio rozpoczęło pracę nad niezwykle ambitną grą fabularną o tytule Vampyr, ostatecznie wydaną 5 czerwca 2018 roku. Gra nie osiągnęła jednak branżowego sukcesu na skalę Life is Strange. W 2016 roku jeszcze w trakcie tworzenia Vampyr, studio zaczęło przygotowywać Life is Strange 2 oraz osadzoną w tym samym uniwersum, darmową grę The Awesome Adventures of Captain Spirit. Kolejnym projektem, ogłoszonym 8 czerwca 2018 roku, została przygodowa gra o tytule Twin Mirror.

## Gry
Lista gier wyprodukowanych przez studio:
- Remember Me
- Life is Strange
- Vampyr
- The Awesome Adventures of Captain Spirit
- Life is Strange 2
- Tell Me Why
- Twin Mirror
- Gerda
- Koira
- Harmony: The Fall of Reverie
- Jusant
- Lost Records: Bloom & Rage
- Banishers: Ghosts of New Eden